# Francis Richards (regatista)
Francis Ashburner Richards (Boston, Estados Unidos, 22 de febrero de 1880-Gosport, 13 de junio de 1961) fue un deportista británico que compitió en vela en la clase bote 18 ft. Participó en los Juegos Olímpicos de Amberes 1920, obteniendo una medalla de oro en la clase bote 18 ft.

## Palmarés internacional
| Juegos Olímpicos | Juegos Olímpicos  | Juegos Olímpicos | Juegos Olímpicos |
| Año              | Lugar             | Medalla          | Clase            |
| ---------------- | ----------------- | ---------------- | ---------------- |
| 1920             | Amberes (Bélgica) | Medalla de oro   | Bote 18 ft       |